# Зиадин (посёлок)
Зиадин (узб. Ziyovuddin / Зиёвуддин) — городской посёлок, с 1973 года — административный центр Пахтачийского района Самаркандской области Узбекистана.

## История
В древние времена неподалёку от Зиадина располагалась одна из главных остановок «Царской дороги» (между Самаркандом и Бухарой, соединявшей между собой главные города Мавераннахра), которая всегда имела большое значение.
Название Дабусии сохранилось в названии развалин Кала-и Дабус несколько восточнее селения Зиадин. В труде Балхи-Истахри название «Согд» даётся местности к востоку от Бухары, начиная от Дабусии. По сведениям Ибн Хаукаля в Дабусии так же, как и в городке Ведар, выделывались особенно славившиеся ведарийские ткани.
Зиадин при Тимуре причислялся к зависевшим от Самарканда местностям. После присоединения Самарканда к Российской империи в 1868 году в Бухарском эмирате образовывается Зиадинское бекство, административным центром которого становится Зиадин.
В бекстве в больших масштабах было развито хлопководство. Нынешний посёлок возник после постройки в 1894 году железнодорожной станции в 15 км к западу от крепости бека — наместника эмира.
В исторических сведениях также упоминается как Зиятдин, Зиаддин, Зияуддин, Зиявуддин.
Статус посёлка городского типа — с 1972 года. В посёлке расположена железнодорожная станция Зиёвуддин (на линии Самарканд — Навои).

## Население
| 1979 | 1989   |
| ---- | ------ |
| 7628 | 10 160 |

## Известные уроженцы
- Юрий Васильевич Гаврин[бел.] — белорусский художник-монументалист.
- Хафиз Хамзаевич Раззаков — российский серийный убийца и террорист.